# Apple Watch Series 9
Apple Watch Series 9 — текущее девятое поколение обновлённых смарт-часов Apple Watch, которые могут запускать Siri без iPhone и управляться жестами без касаний, стоимостью от $399. Они построены на новом гораздо более мощном чем у предшественников чипе Apple S9 и были представлены 12 сентября 2023 года.

## История
Часы были представлены на осенней презентации Apple, проходившей 12 сентября 2023 года, и они были показаны вместе с родственной, более дорогой версией Apple Watch Ultra 2.